# Station Mitry - Claye
Station Mitry - Claye is een spoorwegstation aan de spoorlijn La Plaine - Hirson en Anor. Het ligt in de Franse gemeente Mitry-Mory in het departement Seine-et-Marne (Île-de-France). Het station dient ook de plaats Claye-Souilly, hoofdplaats van het kanton Claye-Souilly, 4 kilometer zuidelijker.

## Geschiedenis
Het station werd op 31 augustus 1861 geopend.

## Ligging
Het station ligt op kilometerpunt 26,694 van de spoorlijn spoorlijn La Plaine - Hirson en Anor.

## Diensten
Het station wordt aangedaan door treinen op tak B5 van de RER B, waarvoor het station het eindpunt is. Ook doen treinen van Transilien lijn K het station aan.

## Overstapmogelijkheid
Er is een overstap mogelijk op een aantal buslijnen.
- CIF
  - zes buslijnen
- TVF
  - vier buslijnen

## Vorige en volgende stations
| Richting                                | Vorig station                | Lijn    | Volgend station | Richting        |
| --------------------------------------- | ---------------------------- | ------- | --------------- | --------------- |
| Robinson B2 Saint-Rémy-lès-Chevreuse B4 | Villeparisis - Mitry-le-Neuf | RER B   | Eindpunt        | Eindpunt B5     |
| Paris-Nord                              | Aulnay-sous-Bois             | Trans K | Compans         | Crépy-en-Valois |